# Edmea
Edmea è un'opera in tre atti di Alfredo Catalani su libretto di Antonio Ghislanzoni.

## Interpreti della prima rappresentazione
La prima ebbe luogo il 27 febbraio 1886 al Teatro alla Scala di Milano.
Gli interpreti furono:
- Direttore: Franco Faccio
- Edmea: Virginia Ferni-Germano
- Oberto: Gaetano Ortisi
- Fritz: Giovanni Paroli
- Ulmo: Francesco Pozzi
- Conte Leitmeritz: Napoleone Limonta
- Barone Waldeck: Raffaele Terzi
- Oste: Giuseppe Tonali

## Trama
XVII secolo: l'azione ha luogo in Boemia, in un castello feudale sulle rive dell'Elba e nelle sue vicinanze.

### Atto I
Edmea è rattristata dalla prossima partenza di Oberto per un lungo viaggio. Oberto ed Edmea si rivedono un'ultima volta e giurano sull'effigie della defunta madre di lui di amarsi eternamente. Ulmo, innamorato di Edmea pur sapendo del sentimento che la lega ad Oberto, spera che la partenza di quest'ultimo gli apra la possibilità di conquistare il cuore di Edmea.
Il Conte, che conosce e disapprova l'amore tra il figlio ed Edmea, decide, in virtù della sua autorità, che Edmea andrà in sposa ad Ulmo. Ulmo chiede ad Edmea di unirsi a lui come sorella, se non lo può amare, ma Edmea si dispera. Edmea, forzata a firmare l'atto nuziale, si getta disperata nel fiume Elba che scorre nei pressi, nel quale, inseguendola, scompare anche Ulmo.

### Atto II
Edmea e Ulmo sono riusciti a scampare alle acque del fiume, ma Edmea, smarrita la ragione, crede di essere la fata dell'Elba alla ricerca di un re che un tempo l'amò. I due giungono in una taverna, dove Ulmo si presenta come fratello di Edmea. Poiché l'oste rifiuta di alloggiarli, vengono invitati da Fritz e da altri giullari, in viaggio verso la dimora del barone Waldeck che festeggia la nascita del primo figlio, a mettersi in cammino con loro.
Tra gli invitati di Waldeck figurano anche il Conte e Oberto, che però, ancora disperato per la perdita di Edmea, si aggira cupo nel palazzo senza partecipare all'allegria generale. Quando i giullari giungono al palazzo, subito Oberto riconosce tra le loro la voce di Edmea, che al rivederlo, tra lo stupore di tutti, ritrova la ragione. Oberto, lanciando un'occhiata di sfida al padre, fugge con Edmea, lasciando Ulmo nella disperazione di aver salvato la giovane solo per riconsegnarla al rivale.

### Atto III
Oberto ha ricondotto Edmea nella sua dimora, ma è all'oscuro delle nozze celebrate con Ulmo, che Edmea gli rivela nei pressi della tomba della madre di Oberto, che un tempo, morente, aveva benedetto l'unione tra Edmea e il figlio. I due progettano di fuggire, quando giunge Ulmo, pallidissimo.
Oberto lo minaccia con un pugnale, ma Ulmo rivela che ha deciso di uccidersi per eliminare ogni ostacolo all'unione tra lui ed Edmea. Rassicurando Oberto che Edmea è ancora pura, Ulmo chiede come unica ricompensa, quando sarà morto, di ricevere da Edmea un bacio in fronte: è certo che lo sentirà nel cuore. Oberto si placa, e Ulmo muore.
Giunge il Conte, portando a Oberto la notizia che ha ottenuto lo scioglimento delle nozze. Oberto mostra al padre il cadavere di Ulmo, e mentre Edmea esaudisce l'ultimo desiderio del defunto chiede a tutti di prostrarsi come all'altare di un santo.

## Discografia
- 1989 - Graziano del Vivo (Il conte di Leitmeritz), Maurizio Frusoni (Oberto), Marco Chingari (Ulmo), Pierre Lefebvre (Fritz), Maria Noro Sokolinska (Edmea) - Direttore: Massimo de Bernart - Orchestra e Coro del Teatro del Giglio di Lucca - Registrazione dal vivo - CD: Bongiovanni GB 2093/4-2[2]